# Campionati italiani estivi di nuoto 1977
I Campionati italiani assoluti di nuoto 1977 si sono svolti a Chiavari dall'8 all'11 settembre 1977. È stata utilizzata la vasca da 50 metri.

## Podi

### Uomini
| Evento               | Oro                                                                         | Tempo    | Argento                                                                    | Tempo    | Bronzo                                                                                        | Tempo    |
| Stile libero         |                                                                             |          |                                                                            |          |                                                                                               |          |
| 100 m                | Marcello Guarducci                                                          | 51"25 ER | Roberto Pangaro                                                            | 53"00    | Paolo Revelli                                                                                 | 53"44    |
| 200 m                | Marcello Guarducci                                                          | 1'52"8   | Paolo Revelli                                                              | 1'54"4   | Giorgio Quadri                                                                                | 1'56"5   |
| 400 m                | Giorgio Quadri                                                              | 4'02"01  | Paolo Revelli                                                              | 4'05"67  | Marcello Guarducci                                                                            | 4'06"67  |
| 1500 m               | Giorgio Quadri                                                              | 15'57"84 | Giovanni Nagni                                                             | 16'25"23 | Luigi Manni                                                                                   | 16'39"18 |
| Dorso                |                                                                             |          |                                                                            |          |                                                                                               |          |
| 100 m                | Enrico Bisso                                                                | 1'00"70  | Angelo Lo Faro                                                             | 1'00"77  | Stefano Bellon                                                                                | 1'01"92  |
| 200 m                | Stefano Bellon                                                              | 2'10"43  | Daniele Cerabino                                                           | 2'11"49  | Marco Colombo                                                                                 | 2'14"14  |
| Rana                 |                                                                             |          |                                                                            |          |                                                                                               |          |
| 100 m                | Giorgio Lalle                                                               | 1'07"27  | Cesare Fabbri                                                              | 1'09"73  | Stefano Farina                                                                                | 1'10"21  |
| 200 m                | Giorgio Lalle                                                               | 2'24"25  | Cesare Fabbri                                                              | 2'30"23  | Renato Possanzini                                                                             | 2'30"37  |
| Farfalla             |                                                                             |          |                                                                            |          |                                                                                               |          |
| 100 m                | Paolo Barelli                                                               | 58"15    | Riccardo Urbani                                                            | 58"59    | Alessandro Griffith                                                                           | 58"68    |
| 200 m                | Alessandro Griffith                                                         | 2'06"34  | Carlo Rossato                                                              | 2'09"50  | Emanuele Armellini                                                                            | 2'09"73  |
| Misti                |                                                                             |          |                                                                            |          |                                                                                               |          |
| 200 m                | Paolo Barelli                                                               | 2'12"16  | Giorgio Lalle                                                              | 2'12"79  | Mario Mangano                                                                                 | 2'13"73  |
| 400 m                | Maurizio Divano                                                             | 4'43"33  | Salvatore Nania                                                            | 4'43"53  | Giovanni Franceschi                                                                           | 4'46"13  |
| Staffette            |                                                                             |          |                                                                            |          |                                                                                               |          |
| 4x100 m stile libero | Aniene Roberto Pangaro Luca Vangelista Pietro Tornaboni Alberto Castagnetti | 3'37"18  | De Gregorio Paolo Revelli Augusto Papini Marco Dell'Uomo Riccardo Urbani   | 3'38"07  | Centro Sportivo Carabinieri Paolo Martinetto Lorenzo Marugo Grattarola Marcello Guarducci     | 3'42"14  |
| 4x200 m stile libero | De Gregorio Paolo Revelli Marco Dell'Uomo Riccardo Urbani Augusto Papini    | 7'56"12  | Canottieri Aniene Pietro Tornaboni Palocci Luca Vangelista Roberto Pangaro | 8'03"25  | Nuotatori Milanesi Massimo Ugolini Marcello Rigamonti Giovanni Franceschi Raffaele Franceschi | 8'04"05  |
| 4x100 m mista        | Fiamme Oro Enrico Bisso Giorgio Lalle Paolo Barelli Luigi Barelli           | 3'59"16  | De Gregorio Lucio Notturni Stefano Farina Riccardo Urbani Paolo Revelli    | 4'04"71  | Sturla Daniele Cerabino Cesare Fabbri Maurizio Divano Stefano Lanata                          | 4'07"54  |

### Donne
| Evento               | Oro                                                                             | Tempo   | Argento                                                                                  | Tempo   | Bronzo                                                                                   | Tempo   |
| Stile libero         |                                                                                 |         |                                                                                          |         |                                                                                          |         |
| 100 m                | Cinzia Savi Scarponi                                                            | 59"97   | Carol Galimberti                                                                         | 1'00"48 | Maria Cristina Ponteprimo                                                                | 1'00"83 |
| 200 m                | Giuditta Pandini                                                                | 2'09"47 | Cinzia Savi Scarponi                                                                     | 2'09"59 | Fabiola Cinque                                                                           | 2'10"40 |
| 400 m                | Giuditta Pandini                                                                | 4'23"61 | Roberta Felotti                                                                          | 4'29"15 | Eleonora Bortolotti                                                                      | 4'30"92 |
| 800 m                | Giuditta Pandini                                                                | 8'57"96 | Roberta Felotti                                                                          | 9'07"71 | Maria Grazia Pandini                                                                     | 9'13"63 |
| Dorso                |                                                                                 |         |                                                                                          |         |                                                                                          |         |
| 100 m                | Paola Cesari                                                                    | 1'07"68 | Tiziana Bertolani                                                                        | 1'08"36 | Benedetta Pecchioli                                                                      | 1'08"48 |
| 200 m                | Tiziana Bertolani                                                               | 2'23"07 | Paola Cesari                                                                             | 2'26"73 | Cristina Grugni                                                                          | 2'27"79 |
| Rana                 |                                                                                 |         |                                                                                          |         |                                                                                          |         |
| 100 m                | Iris Corniani                                                                   | 1'17"78 | Roberta Neri                                                                             | 1'18"37 | Maurizia Lenardon                                                                        | 1'19"17 |
| 200 m                | Gloria Martorelli                                                               | 2'46"38 | Iris Corniani                                                                            | 2'46"70 | Maurizia Lenardon                                                                        | 2'48"86 |
| Farfalla             |                                                                                 |         |                                                                                          |         |                                                                                          |         |
| 100 m                | Cinzia Savi Scarponi                                                            | 1'03"63 | Cinzia Rampazzo                                                                          | 1'05"08 | Carol Galimberti                                                                         | 1'05"26 |
| 200 m                | Cinzia Rampazzo                                                                 | 2'18"84 | Cristina Quintarelli                                                                     | 2'20"12 | Irene Sartini                                                                            | 2'24"31 |
| Misti                |                                                                                 |         |                                                                                          |         |                                                                                          |         |
| 200 m                | Cinzia Rampazzo                                                                 | 2'26"81 | Cinzia Savi Scarponi                                                                     | 2'29"87 | Tiziana Bertolani                                                                        | 2'30"71 |
| 400 m                | Cinzia Rampazzo                                                                 | 5'09"73 | Giuditta Pandini                                                                         | 5'12"92 | Fabiola Cinque                                                                           | 5'14"75 |
| Staffette            |                                                                                 |         |                                                                                          |         |                                                                                          |         |
| 4x100 m stile libero | Roma Nuoto Cinzia Savi Scarponi Carla Di Seri Giuliana Scornayenchi Paola Persi | 4'08"12 | Libertas Dino Rora Maria Cristina Ponteprimo Saccinto Susanna Falchero Roberta Pavanello | 4'10"86 | Fiat Ricambi Loretta Toja Rosanna Zingaretti Marina Cavallero Barbara Cassinelli         | 4'12"09 |
| 4x200 m stile libero | San Donato Maria Grazia Pandini Paola Longhi Roberta Felotti Giuditta Pandini   | 8'52"48 | Roma Nuoto Carla Di Seri Giuliana Scornayenchi Paola Persi Cinzia Savi Scarponi          | 8'55"47 | Libertas Dino Rora Susanna Falchero Saccinto Maria Cristina Ponteprimo Roberta Pavanello | 8'57"84 |
| 4x100 m misti        | Andrea Doria Paola Cesari Sabrina Negroponte Monica Dolcini Anna Pruzzo         | 4'37"21 | Triestina Nuoto Giulia Pettener Maurizia Lenardon Belleli Laura Sterni                   | 4'39"59 | Nuotatori Milanesi Monica Scarpa Iris Corniani Di Turi Jotti                             | 4'40"25 |